# Будапештский театр оперетты
Будапештский театр оперетты (венг. Budapesti Operettszínház) — музыкальный театр в центре Будапешта на «пештском Бродвее» — улице Надьмезё, в репертуаре которого оперетта и мюзикл. Напротив театра стоит памятник Имре Кальману, изображающий композитора, сидящего на скамейке и смотрящего на здание театра.

## История создания
До начала Первой мировой войны в здании находилось кабаре «Орфеум». Когда началась война, кабаре было закрыто как «место для легкомысленных развлечений», обозначив конец «золотого века „Орфеума“».
В 1923 году было решено, что в Будапеште у оперетты должен быть свой дом. Был открыт театр оперетты «Метрополитен», в венгерской столице начался «серебряный век» для оперетты. Наиболее важным для театра стало продолжение традиций венгерской классической оперетты и при этом добавление в неё новых, модных сценических решений. Следом за Веной Будапешт стал городом, в котором приходя в театр оперетты, зрители видели представление высокого качества.

## Здание
Нынешнее здание театра оперетты было построено по проекту знаменитых венских архитекторов того времени Феллнера и Хелмера в 1894 году. Просторная сцена большого зала была окружена полукругом уединенных лож, а в партере было достаточно места, чтобы станцевать не только вальс, но и польку и галоп.
В 1966 году здание было перестроено. Вся внутренняя планировка была переделана, чтобы обеспечить больше места во внутренних помещениях. С 1999 по 2001 год был сделан ещё один ремонт. Сцену оснастили новейшим театральным оборудованием, зал украсили, был добавлен ещё один ярус над ложами. Сегодня театр вмещает 901 зрителя.
Зал освещается люстрой, которой более ста лет. Ряд лож, золоченый орнамент, стены, обитые бархатом, — все это как бы возвращает зрителей в начало века и превращает каждое посещение театра в настоящий праздник.

## Художественная деятельность
Театр работает в двух направлениях — постановка классических оперетт и современных мировых мюзиклов на венгерском языке.
Венгерские оперетты со своим зажигательным духом, национальными танцами, темпераментными образами, непревзойденными эмоциями популярны по всему миру. Театр ставит оперетты самых известных авторов, в том числе Имре Кальмана и Франца Легара. В разное время на сцене театра были «Марица», «Бал в Савойе», «Баронесса Лили», «Королева чардаша», «Мадам Помпадур», «Цыганская любовь», «Баядера», «Весёлая вдова» и многие другие.
Успешно были поставлены такие мировые мюзиклы, как «Элизабет», «Вестсайдская история», «Моцарт!», «Красавица и чудовище». Больше десяти лет на сцене театра шла венгерская версия мюзикла Жерара Пресгюрвика «Ромео и Джульетта». Хитом 2010 года стала постановка мюзикла Михаэля Кунце и Сильвестра Левая «Ребекка» по роману Дафны дю Морье. В 2011 году был заново поставлен мюзикл «Мисс Сайгон». В 2012 году на сцену театра вернулся мюзикл «Элизабет». В конце сезона 2012—2013 гг. театр запустил сразу две премьеры: бродвейский мюзикл Дэйва Стюарта и Глена Балларда «Призрак» по одноименному фильму с Патриком Суэйзи и Демир Мур и французский мюзикл «Унесённые ветром», композитором которого является Жерар Пресгюрвик. Последний сначала был показан на фестивале в Сегеде (как и многие другие премьеры театра) 26 июля 2013 г., а затем вошёл в программу на основной сцене. Помимо этого, в течение сезона 2013—2014 гг. Театр оперетты выпустил ещё пять премьер, среди которых «Принцесса цирка» и «Страна улыбок». В 2014 году после перерыва в несколько десятилетий на сцене театра вновь была поставлена рок-оперетта «Деньги Бога», написанная по мотивам повести Чарльза Диккенса «Рождественская песнь».
Есть среди постановок театра и оригинальные: мюзикл «Абигель» по роману венгерской писательницы Магды Сабо, «Прекрасные летние дни», составленный из песен популярнейшей венгерской группы Neoton Família, рок-оперы «Король Иштван» и «С вами, господин!» о жизни первого венгерского короля Иштвана.
Спектакли театра проходят не только в зале самого театра оперетты, но и на малой сцене, носящей название «Рактар», а также ещё на нескольких сценах других театров. Регулярно проводятся выступления на открытых площадках города, различные уличные фестивали, на которых исполняются всем известные номера из уже популярных постановок и представляются премьеры, которыми театр радует каждый сезон. Уже много лет театр участвует в Ночи искусств и Ночи театров, устраивая встречи со зрителями, экскурсии за кулисы и другие мероприятия.
Театр активно сотрудничает с другими странами. В последние годы были сделаны совместные постановки с театрами Бухареста, Праги, Зальцбурга, а также с Театром музыкальной комедии Санкт-Петербурга. 10-летие плодотворного сотрудничества двух театров отмечается в 2017 году большими гала-концертами. Театр активно гастролирует, особенно по Германии и Австрии. В 2011 году театр провел Конкурсы вокалистов имени Легара и Левая, в 2012 году — Международный конкурс дирижеров оперетты имени Имре
Кальмана. В 2014 году театр принимал участие в международном Фестивале оперы и балета в Аспендосе.
В сезонах 2015—2016 гг. и 2016—2017 гг. театр устроил масштабные празднования 100-летия премьеры «Королевы чардаша». Помимо празднования в Будапеште, которое, кроме прочих мероприятий, включало посвященный оперетте летний концерт в Будайском дворце в августе 2015 г. и специальный гала-концерт в День венгерской оперетты (24 октября 2015 г.), солисты театра активно гастролировали с программой «A Csárdáskirálynő 100» («Королева Чардаша — 100 лет»), в том числе состоялись представления в Лондоне, Дохе, Маниле, Куала-Лумпур, Ханое и ряде других городов по всему миру.
В начале сезона 2016—2017 гг. руководство театра объявило о том, что театру было передано оригинальное помещение кабаре «Орфеум», находящееся в том же здании, но уже несколько лет практически не использующееся. Там была открыта ещё одна площадка на 200 мест — «Театр Имре Кальмана». Первой постановкой была «Девушка из Ривьеры» — переработанная под бродвейскую постановку 1917 года версия «Королевы чардаша».
Играя по 500 спектаклей в год с общим числом зрителей более 400 тысяч, Будапештский театр оперетты является самым популярным театром Венгрии и одним из наиболее популярных в Европе.